# Alfa Circini
Alfa Circini (α Cir, α Circini)  è una stella nella costellazione del Compasso di magnitudine apparente +3,19. Dista 54 anni luce dal sistema solare, ed è una stella variabile di tipo Ap a rapida oscillazione (RoAp), un sottotipo delle variabili Alfa2 Canum Venaticorum caratterizzata da periodi molto corti di pulsazione, circa 6 minuti. La magnitudine varia da 3,18 a 3,21.
Come altre stelle peculiari mostra alti livelli di cromo, stronzio ed europio, ed ha un intenso campo magnetico localizzato in macchie stellari sulla sua superficie. La veloce rotazione su sé stessa, in 4,5 giorni, determina lo spostamento di zone più o meno luminose della superficie verso il punto di vista dell'osservatore, determinando una piccola variazione in luminosità.
Alfa Circini ha una massa oltre una volta e mezzo quella del Sole, mentre il raggio è circa il doppio e la luminosità 11 volte superiore.

## Osservazione

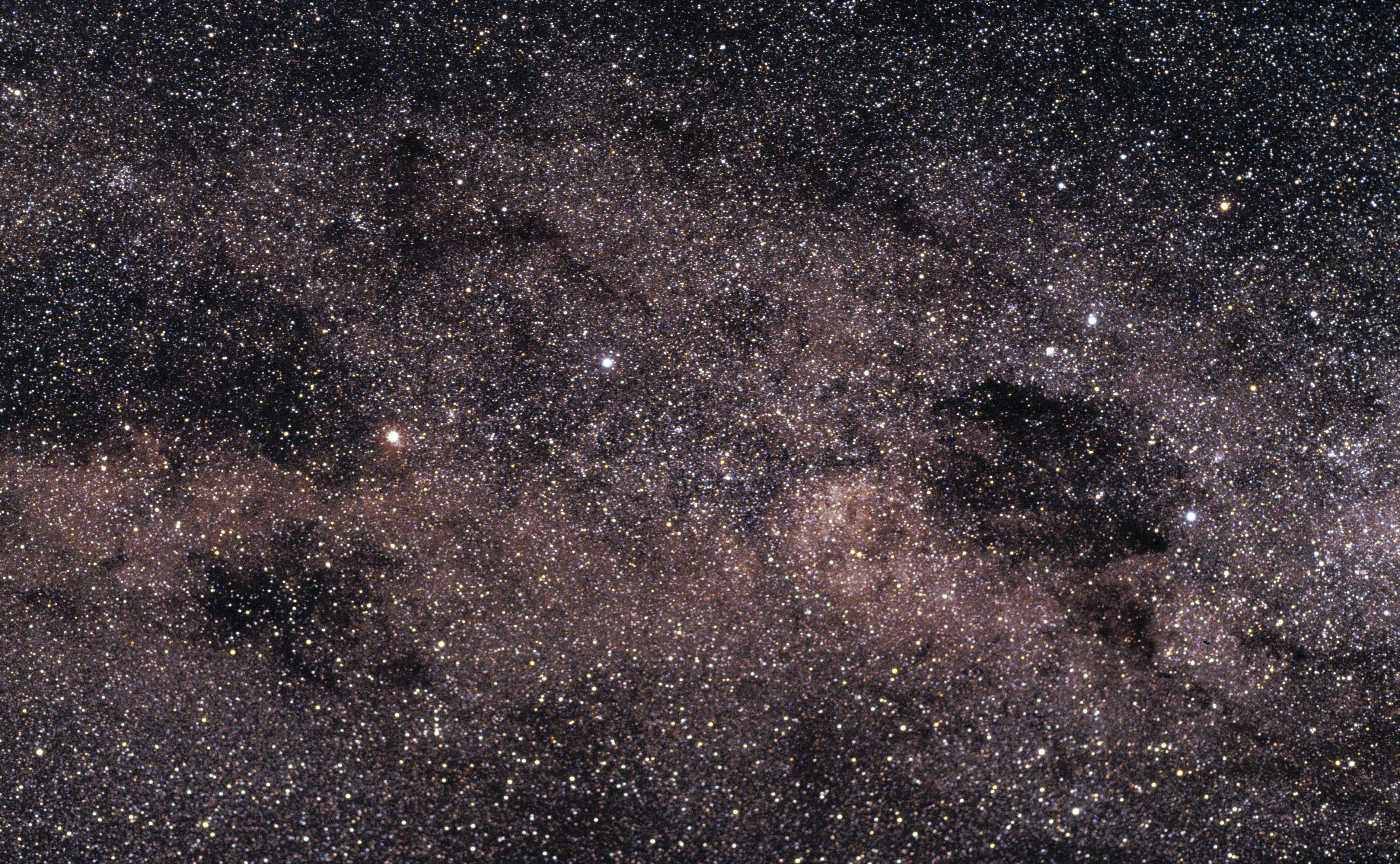
In questa immagine a grande campo che abbraccia e la Croce del Sud, Alfa Circini è visibile in prossimità della Nube del Compasso.

Alfa Circini si presenta nel cielo notturno come una stella di colore bianco di magnitudine 3,2, visibile dunque ad occhio nudo in un cielo buio. Visivamente appare vicina ad α Centauri, da cui dista solo 4° in direzione Sud.
La sua declinazione, pari a 64°S, la rende ottimamente visibile da tutte le regioni dell'emisfero australe ma ne penalizza notevolmente l'osservabilità dalle regioni dell'emisfero boreale; in particolare essa è invisibile in tutte le regioni più a nord del 26º parallelo. Ciò implica che questa stella non è visibile da tutta l'Europa, dalle coste africane del Mediterraneo, da tutta la Russia, da tutte le principali isole del Giappone e da quasi tutte le regioni degli Stati Uniti. Essa risulta invece visibile da quasi tutta l'India, dalla Cina meridionale, da alcune regioni della Florida e del Texas meridionale, da quasi l'intero Messico e dai paesi del Nordafrica coste mediterranee escluse. I mesi migliori per la sua osservazione dall'emisfero nord sono quelli di aprile-maggio. Risulta circumpolare nelle regioni a sud del 26°S.